# Dick Roth
Richard William (Dick) Roth (Palo Alto, 26 september 1947) is een Amerikaans zwemmer.

## Biografie
Tijdens de Olympische Zomerspelen van 1964 won Roth de gouden medaille op het debuterende nummer de 400 meter wisselslag in een wereldrecord.
Een jaar later tijdens de Universiade in het Hongaarse Boedapest won Roth goud op de 400m wisselslag en de 4x200m vrije slag.

## Internationale toernooien
| Jaar | Olympische Spelen                   | Universiade                         |
| ---- | ----------------------------------- | ----------------------------------- |
| 1964 | 400m wisselslag · 4x100m wisselslag |                                     |
| 1965 |                                     | 400m wisselslag · 4x200m vrije slag |

1964: Dick Roth ·
1968: Charles Hickcox ·
1972: Gunnar Larsson ·
1976: Rod Strachan ·
1980: Oleksandr Sydorenko ·
1984: Alex Baumann ·
1988: Tamás Darnyi ·
1992: Tamás Darnyi ·
1996: Tom Dolan ·
2000: Tom Dolan ·
2004: Michael Phelps ·
2008: Michael Phelps ·
2012: Ryan Lochte ·
2016: Kosuke Hagino ·
2020: Chase Kalisz ·
2024: Léon Marchand